# I. György szász király
I. György (teljes nevén Frigyes Ágost György Lajos Vilmos Maximilián Károly Mária Nepomuk Baptist Xavér Cyriacus Romanus, németül: Georg von Sachsen; Drezda, 1832. augusztus 8. – Pillnitz, 1904. október 15.), a Wettin-ház Albert-ágából származó szász királyi herceg, I. János szász király második fia, aki 1902-től fivérét, I. Albertet követvén rövid ideig Szászország hatodik királya 1904-es haláláig. Donna Mária Anna portugál infánsnővel kötött házasságából való fia III. Frigyes Ágost, az utolsó szász király, illetve leánya, Mária Jozefa osztrák főhercegné által I. Károly osztrák császár és magyar király anyai nagyapja.

## Élete

### Származása, testvérei

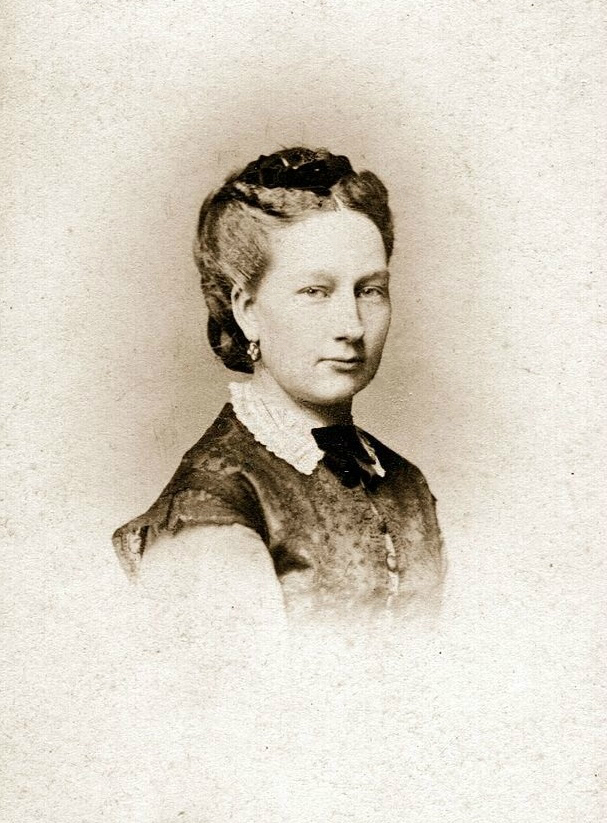
Mária Anna portugál infánsnő, Szászország koronahercegnéje

A későbbi György király 1832-ben Frigyes Vilmos György királyi hercegként született Drezdában, a Szász Királyság fővárosában. Édesapja a Wettin-ház Albert-ágából származó János Nepomuk szász koronaherceg (1801–1873) volt, 1854-től I. János néven Szászország királya, Miksa szász királyi herceg (1759–1838) és Karolina Mária Bourbon–parmai hercegnő (1770–1804) harmadik, legifjabb fia. Apja a legősibb német uralkodócsalád, a szász Wettin-dinasztiából származott, amely a mai Szászország, Szász-Anhalt és Türingia területét uralta.
Édesanyja Amália Auguszta bajor királyi hercegnő (1801–1877) volt, I. Miksa bajor királynak és második feleségének, az evangélikus vallású Karolina Friderika Vilma badeni hercegnőnek (1776–1841) leánya, I. Lajos bajor király féltestvére, I. Ferenc József császár és Erzsébet királyné nagynénje.
A házaspár kilenc gyermeke közül György herceg volt az ötödik. A testvérek (rangjuk szerint szász királyi hercegek és hercegnők):
- Mária (Marie) Auguszta Friderika (1827–1857).
- Albert (1828–1902), 1873-tól I. Albert néven Szászország királya.
- Mária Erzsébet (Elisabeth) Maximiliána (1830–1912), aki először Savoya–Carignani Ferdinánd szárd–piemonti herceghez, majd Niccolo Rapalló márkihoz ment feleségül.
- Ernő (Ernst) (1831–1847).
- Frigyes Vilmos György (Georg) herceg (1832–1904), 1902-től I. György néven Szászország királya. 1859-ben feleségül vette Mária Anna portugál infánsnőt (1843–1884).
- Mária Szidónia (Sidonie) (1834–1862).
- Anna Mária (1836–1859), aki 1856-ban IV. Ferdinándhoz (1835–1908), a Toszkánai Nagyhercegség utolsó uralkodójához ment feleségül.
- Margit Karolina (1840–1858), Károly Lajos főherceg (1833–1896) első felesége.
- Zsófia (Sophie) Mária (1845–1867), aki Károly Tivadar bajor herceghez (1839–1909), Erzsébet királyné öccséhez ment feleségül.

Az ifjú György herceg 1849–50 között fél éven át (!) a bonni Frigyes Vilmos egyetemre (Rheinische Friedrich-Wilhelms-Universität Bonn). 1855-től trónra lépéséig (1902-ig) a Szász Műemlékvédelmi Egylet (Sächsischer Altertumsverein) elnökeként működött.

## Házassága, utódai
György herceg 1859. május 11-én Lisszabonban feleségül vette Mária Anna portugál infánsnőt (1843–1884), az utolsó Bragança-házi portugál uralkodónak, II. Mária (da Gloria) királynőnek (1819–1853) és férjének, a Szász–Coburg–Gothai-házból II. Ferdinánd portugál királynak (1816–1885) legidősebb élő leányát. Házasságukból 8 gyermek született, hatan érték meg a felnőttkort:
- Mária Johanna Amália (1860–1861), kisgyermekként meghalt.
- Erzsébet Albertina Karolina (1862–1863), kisgyermekként meghalt.
- Matilda Mária Auguszta (1863–1933), akit több osztrák főherceg is visszautasított, végül nem is ment férjhez.
- Frigyes Ágost János herceg, trónörökös (1865–1932), aki 1891-ben Lujza Antonietta főhercegnőt (1870–1947) vette feleségül, és 1904-től III. Frigyes Vilmos néven Szászország királya lett.
- Mária Jozefa Lujza hercegnő (1867–1944), aki 1886-ban Ottó Ferenc osztrák főherceghez ment feleségül, az ő fiuk I. (IV.) Károly császár és király.
- János György Piusz herceg, Szászország hercege (Prinz von Sachsen, Herzog zu Sachsen) (1869–1938), Szászország trónjának utolsó trónörököse, aki kétszer nősült, de gyermektelenül halt meg.
- Miksa Vilmos Ágost herceg (Prinz von Sachsen, 1870–1951), akit katolikus pappá szenteltek és lemondott trónigényéről.
- Albert Károly Antal herceg (Prinz von Sachsen, 1875–1900), aki fiatalon, autóbalesetben halt meg, gyermektelenül.

Leányainak kiházasítása nem ment súlyos zökkenők nélkül. A legidősebbet, a nem különösebben vonzó külsejű Matilda Mária Auguszta hercegnőt először Ferenc József fiához, Rudolf trónörököshöz akarták feleségégül adni, de Rudolf inkább Stefánia belga királyi hercegnőt választotta. Később Ferenc Ferdinánd főherceg is visszautasította őt, Chotek Zsófia kedvéért. Emiatt az Osztrák–Magyar Monarchia és a Szász Királyság diplomáciai viszonya a mélypontra süllyedt, és csak 1886-ban enyhült valamelyest, amikor Ferenc Ferdinánd öccse, Ottó Ferenc főherceg feleségül vette Matilda húgát, Mária Jozefa Lujza hercegnőt.

### Katonai pályája
Az 1866-os porosz–osztrák háborúban György herceg az 1. szász lovasdandárt vezette. Az 1870–71-es porosz–francia háború kezdetén a 23. gyaloghadosztályt (a szász királyi 1. hadosztályt) irányította. 1870. augusztus 19-én, amikor bátyja, Albert koronaherceg átvette a Maas-menti hadsereg parancsnokságát, György herceget az egész XII. hadtest (szász királyi I. hadtest) parancsnokává nevezték ki. E parancsnoki beosztását egészen 1900. március 29-ig megtartotta.
1871. január 18-án a versailles-i kastélyban I. Vilmos porosz királyt ünnepélyesen kikiáltották német császárrá. Az eseményen György herceg képviselte a Szász Királyságot.
1873-ban apja, I. János király elhunyt. Trónját György herceg bátyja, az ekkor 45 éves Albert koronaherceg örökölte, akinek azonban az 1853-ban Carola von Wasa-Holstein-Gottorp hercegnővel kötött házasságából nem születtek gyermekei, így Albert öccse, György herceg a trón örökösévé (koronaherceggé) lépett elő.
Felesége, Mária Anna infánsnő 1884-ben, 40 éves korában elhunyt, a drezdai székesegyház (Katholische Hofkirche) Wettin-kriptájában temették el.
1888-ban II. Vilmos császár kinevezte György szász koronaherceget a Német Császárság vezértábornagyává (Generalfeldmarschall des Deutschen Reiches). Bátyja, Albert koronaherceg, majd király után György lett a második szász származású birodalmi tábornagy. Ezt követően, még ugyanebben az évben kinevezték őt a birodalmi II. Hadsereg-felügyelet főfelügyelőjévé (Generalinspekteur der II. Armee-Inspektion). A II. hadsereg-felügyeletet Drezdában állították fel. György herceg, tábornagy felügyelete alá tartozott az V. és a VI. hadtest, valamint birodalmi XII. (szász királyi I.) hadtest. (Az 1871-ben megalakított, akkor még I. számú Hadsereg-felügyelet első főfelügyelője az 1888-as átszervezésig György bátyja, Albert koronaherceg, majd király volt).

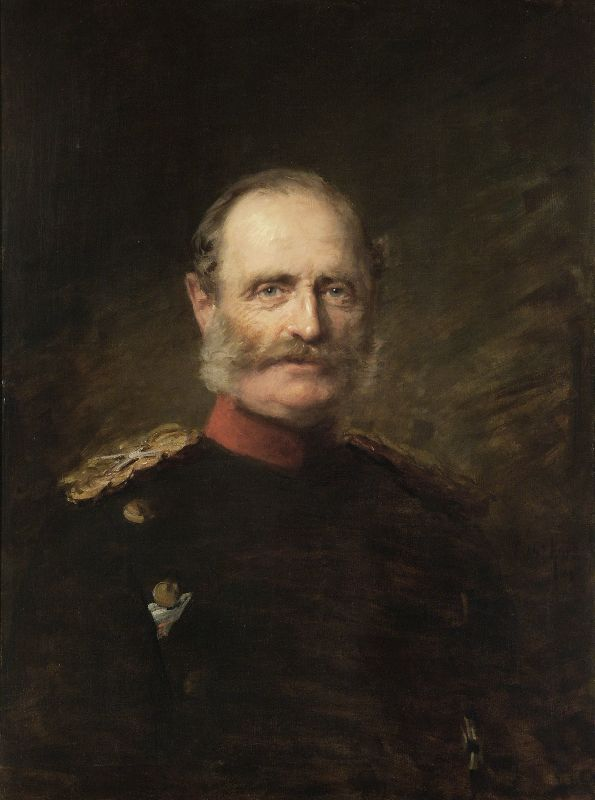
Frigyes Vilmos György, Szászország koronahercege (Franz Kops festménye, 1895.)

### Rövid uralkodása
1902. június 19-én Albert király elhunyt, utód hátrahagyása nélkül. Trónját öccse, Frigyes Ágost György koronaherceg örökölte, aki I. György néven lépett trónra, 70 éves korában.

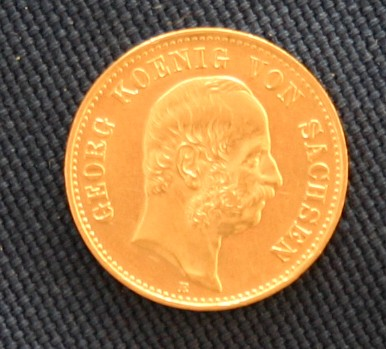
20-márkás arany pénzérme 1903-ból, György király arcmásával

Tanácsadói és családtagjai sem tudták meggyőzni, hogy idős korára való tekintettel mondjon le legidősebb fia, Frigyes Ágost János trónörökös javára. Ragaszkodott trónjához. A helyzetet nehezítette a trónörökös feleségének, Lujza Antonietta főhercegnőnek (1870–1947), az elűzött IV. Ferdinánd toszkánai nagyherceg és Aliz Bourbon–parmai hercegnő leányának erkölcsbotránya. A koronahercegné, aki már 6 gyermeket szült férjének, több házasságon kívüli viszonyba keveredett, majd 1903 tavaszán titokban Genfbe szökött, ott élő szeretőjéhez. Szökését bátyja, a császári házból kilépő Lipót Ferdinánd Szalvátor főherceg (választott polgári nevén Leopold Wölfling) segítette. A feldühödött György király dekrétumot adott ki, amelyben elválasztotta az asszonyt fiától, Frigyes Ágost hercegtől annak ellenére, hogy Lujza Antonietta főhercegnő már hetedik közös gyermeküket, Anna Mónika Pia hercegnőt (1903–1976) hordta a szíve alatt. Azt is kilátásba helyezte, hogy menyét élte fogytáig elmegyógyintézetbe záratja. A mélyen katolikus I. Ferenc József császár érvényesnek ismerte el a szász trónörökös és saját unokahúga házasságát, elutasítva a válást kimondó szász királyi dekrétumot, ami szintén nem tett jót a két monarchia viszonyának.
György király hamar elveszítette alattvalóinak rokonszenvét. Uralkodásának idején a gyorsan fejlődő kapitalista gyáripar szabályozatlansága számos nagy tömegtiltakozást váltott ki, köztük a 10 órás munkanap bevezetését követelő crimmitschaui szövőmunkás-sztrájkot, amely több más fejedelemség területére is kiterjedt, és a Német Császárság leghosszabb és legtöbb munkavállalót érintő munkásmozgalmi akciójává nőtt (1903. augusztus 22. – 1904. január 18.)
Az idős György király csak két évig uralkodott. 1904 tavaszán influenza-fertőzést kapott, amelynek szövődményei elhatalmasodtak szervezetén. A 72 éves uralkodó 1904. október 15-én a pillnitzi királyi kastélyban elhunyt. Elődei és felesége mellé temették, a drezdai katolikus székesegyház (Katholische Hofkirche) Wettin-kriptájában (Wettinergruft). Trónját fia örökölte, aki III. Frigyes Ágost néven Szászország utolsó királya lett.